# كارهو

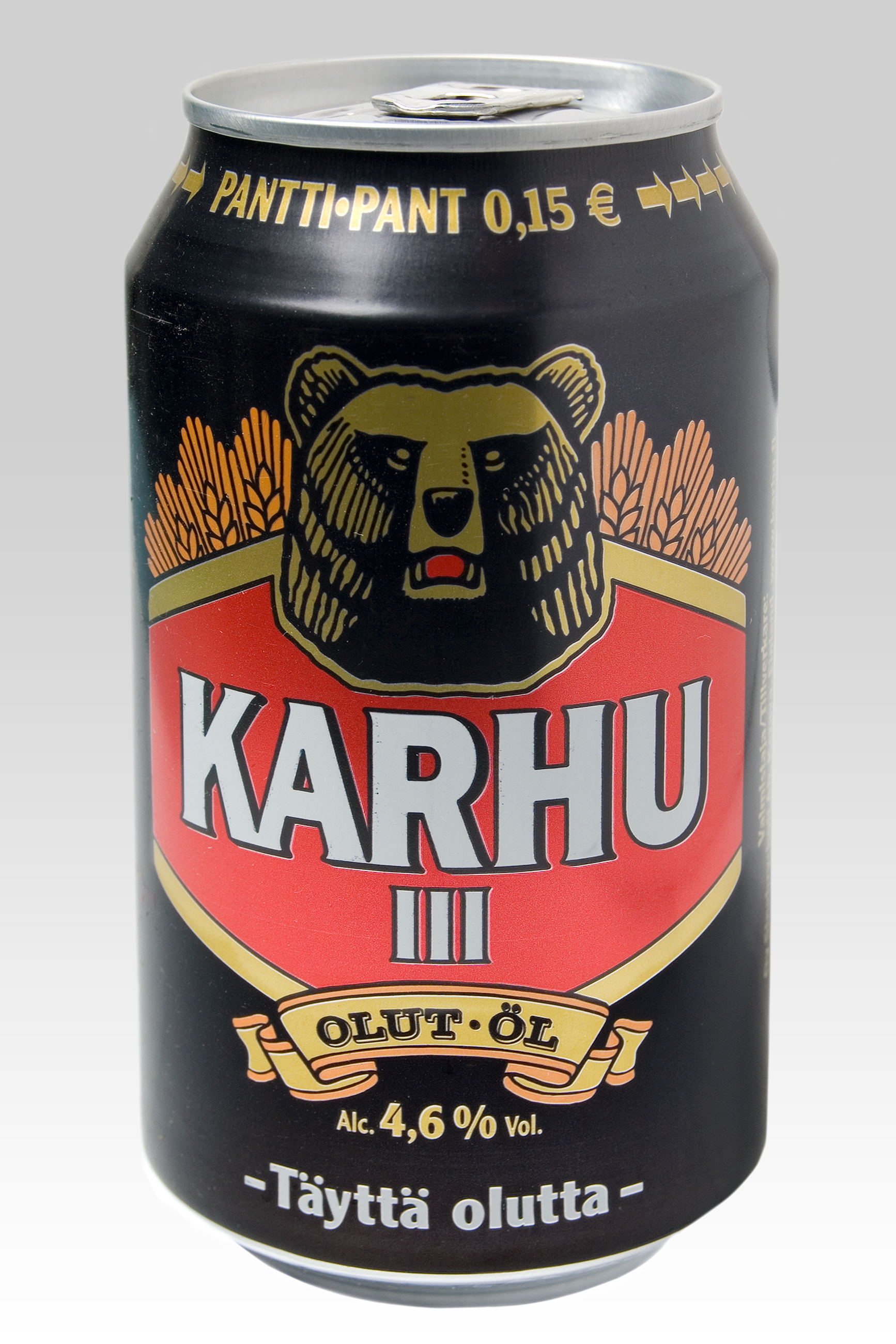
إحدى مشروبات بيرة كارهو، بنسبة كحول 4.6%

كارهو (بالفنلندية: Karhu) (وتعني بالعربية "الدب") هي بيرة خفيفة فنلندية ذات مذاق قوي إلى حد ما، صنعتها شركة سينيبروخف في كيرافا. بدأ تحضير كارهو في عام 1929.